# Васильєвська сільська рада (Сарактаський район)
Васи́льєвська сільська рада (рос. Васильевский сельский совет) — сільське поселення у складі Сарактаського району Оренбурзької області Росії.
Адміністративний центр — село Васильєвка.

## Населення
Населення — 1328 осіб (2019; 1436 в 2010, 1651 у 2002).

## Склад
До складу сільської ради входять:
| Населений пункт           | Населення, осіб (2002) | Населення, осіб (2010) |
| ------------------------- | ---------------------- | ---------------------- |
| Васильєвка, село          | 653                    | 610                    |
| Кульчумово, село          | 369                    | 327                    |
| Новоселки, село           | 246                    | 176                    |
| Покурлей, присілок        | 237                    | 202                    |
| Райманово, присілок       | 18                     | 14                     |
| Татарський Саракташ, село | 128                    | 107                    |